# 643e bataillon de soutien de quartier général

Le 643e bataillon de soutien de quartier général est une unité non permanente de l'Armée de terre française créée en 2005 et dissoute en 2010.
Il s'agissait d'une unité activée en cas de besoin afin de soutenir le corps de réaction rapide-France (CRR-Fr) de Lille.
Elle n'a été activée (partiellement) qu'en 2006 et 2007 lors des exercices de certification du CRR-Fr.

## Composition théorique
- 3 compagnies d'appui au commandement du 6e Régiment de commandement et de soutien de Douai ;
- 1 compagnie de soutien opérationnel du commandement du 43e Régiment d'infanterie de Lille ;
- 1 compagnie de systèmes d'information et de communication du 53e Régiment de transmissions de Lunéville ;
- Renforts spécifiques (Gendarmerie ; éléments du 1er ou du 4e Groupement logistique du commissariat de l'Armée de terre).

## Sources officielles
- manuels SQG 956 et TRS 956 du ministère de la Défense.

Le 643e BSQG a été qualifié parfois de 643e Régiment d'infanterie, sans fondement officiel.
Il a été envisagé de créer un 641e BSQG du même type avec des éléments du 41e Régiment de transmissions de Senlis, au profit du PC de Force de Creil, sans suite.
La première activation partielle du 643e BSQG se serait faite en 2006 au camp de Sissonne à partir de la 5e compagnie du 43e RI (commandée par le capitaine Pierre Dubas), de la 3e compagnie du 6e RCS (commandée par le capitaine Ronan Lévesque) et d'un élément du Bureau appui au commandement (BAC) de Lunéville., (commandé par le lieutenant Charles-Edouard Sanchez).